# 哥英布拉大學科技學院
哥英布拉大學科技學院（葡萄牙語：Faculdade de Ciências e Tecnologia da Universidade de Coimbra，縮寫）位於葡萄牙哥英布拉，是哥英布拉大學最大的學院。該學院致力於建築、自然科學、工程及數學領域的教學及研究，在哥英布拉大學內部擁有教學及行政自主權。

## 學系
該學院的學系及組織單位有：
- 建築系（葡萄牙語：Departamento de Arquitectura da Faculdade de Ciências e Tecnologia da Universidade de Coimbra）
- 地球科學系
- 生命科學系[1]
- 土木工程系
- 電機及電腦工程系
- 軟件工程系
- 機械工程系
- 化學工程系
- 物理系
- 數學系
- 化學系
- 動物學系
- 地球物理學院
- 哥英布拉大學植物園（葡萄牙語：Jardim Botânico da Universidade de Coimbra）
- 哥英布拉大學科學博物館（葡萄牙語：Museu da Ciência da Universidade de Coimbra）
- 物理博物館
- 自然歷史博物館
- 哥英布拉大學天文台

## 知名校友
- 祁偉濤[2][3]
- 高偉度[4]

## 外部連結
- Página da FCTUC （页面存档备份，存于）
- Página da Universidade de Coimbra （页面存档备份，存于）